# Falso recibo verde

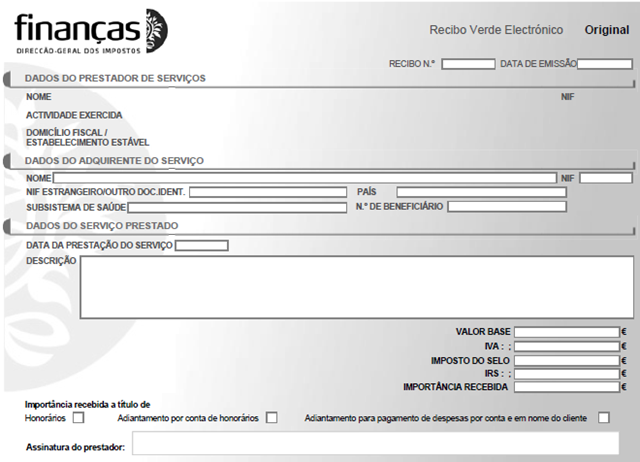
Recibo verde electrónico

O falso recibo verde é uma expressão usada em Portugal para uma forma de trabalho precária e ilegal, de um trabalhador que oficialmente é um prestador de serviços, quando na realidade é um funcionário completamente comum e integrado na empresa, mas sem os direitos inerentes a esse estatuto.

## Enquadramento jurídico-laboral
A Lei n.º 7/2009 de 12 de Fevereiro, conhecida apenas por Código do Trabalho, refere no seu o art.º 12.º, que um trabalhador encontra-se numa situação de falso recibo verde, sempre que:
- a atividade seja realizada em local pertencente ao seu beneficiário ou por ele determinado. Por exemplo se o trabalhador exerce as suas funções nas instalações da empresa, no escritório ou na fábrica, ou em outro local indicado pelas chefias da empresa. Só quando o trabalhador exerce a sua atividade em local por si deliberado, como a sua casa por exemplo, é que esta alínea não se cumpre; ou
- os equipamentos e instrumentos de trabalho utilizados pertençam ao beneficiário da actividade. Ou seja, se o material usado pelo trabalhador pertencer à empresa, como computadores, material de escritório, automóveis, máquinas, software, etc., i.e., material que é usado e que não é da posse do trabalhador; ou
- o prestador de atividade observe horas de início e de termo da prestação, determinadas pelo beneficiário da mesma. Ou seja, quando o trabalhador tem um horário fixo ou estipulado pela empresa, por exemplo das 9:00 às 17:00 com horário para almoço. Ou quando o trabalhador obedece a certos turnos, ou outra qualquer forma de horário definido pela empresa. Tal não se aplica, apenas, na qualidade de trabalhador independente, quando o trabalhador labora às horas que lhe apetecer e quando quiser; ou
- o trabalhador seja pago, com determinada periodicidade, uma quantia certa ao prestador de atividade, como contrapartida da mesma. Ou seja, quando o trabalhador recebe uma quantia fixa por mês ou por semana ou por outro qualquer período. Ou quando o trabalhador tem um certo vencimento definido por hora. Tal só não se verifica quando o trabalhador recebe por serviço ou por empreitada, como por exemplo a revisão de um livro, ou o desenho de uma casa; ou
- o prestador de atividade desempenhe funções de direção ou chefia na estrutura orgânica da empresa.

Bastando que uma destas situações se verifique, o trabalhador encontra-se numa situação ilegal de falsos recibos verdes. A Autoridade para as Condições do Trabalho é a entidade responsável pela inspeção de tais procedimentos jurídico-laborais. 

### Sanções
O n.º 2 do mesmo artigo 12.º refere, com referência às sanções para os empregadores de falsos recibos verdes, que constitui contra-ordenação muito grave imputável ao empregador a prestação de atividade, por forma aparentemente autónoma, em condições características de contrato de trabalho, que possa causar prejuízo ao trabalhador ou ao Estado.

### Direitos laborais
Os trabalhadores a falsos recibos verdes têm menores direitos laborais, em comparação com um trabalhador com um contrato de trabalho. Estes trabalhadores não têm direito a quaisquer subsídios extraordinários, não têm direito a férias pagas, a empresa não lhes faz os descontos para a Segurança Social nem faz retenção na fonte em sede de IRS.

## Movimentos contra os falsos recibos verdes
Muitos movimentos, entre os quais o Movimento 12 de Março que foi degenerado dos mais popularmente conhecidos movimentos que criaram a Geração à rasca; assim como os partidos mais à esquerda do espectro parlamentar como o Bloco de Esquerda ou o Partido Comunista Português, têm-se revelado com diversas ações políticas, contra a precariedade preconizada pelos falsos recibos verdes. De referir que um trabalhador com um falso recibo verde, tem todos os deveres de um trabalhador convencional, ou seja, tem um horário de trabalho fixo e regulado, tem uma hierarquia na empresa (normalmente de cariz inferior), exerce a sua atividade nas instalações da empresa, utiliza as ferramentas fornecidas pela empresa e tem normalmente o salário sempre constante; sendo que os seus direitos são nulos, ou seja, não tem direito a quaisquer subsídios extraordinários, não tem direito a receber quando vai de férias e a empresa não faz os descontos do trabalhador nem para a Segurança Social, nem faz retenção na fonte em sede de IRS.

## Perfil dos trabalhadores
Os falsos recibos verdes assolam essencialmente as camadas mais jovens da população, homens e mulheres, tendo a grande maioria nível académico superior[carece de fontes?]. O Instituto Nacional de Estatística estima o número de falsos recibos verdes em 77 mil em 2010. Mas, por outro lado, existem mais de 870 mil trabalhadores por conta própria sem pessoal a cargo, ou seja isolados. Não se sabe ao certo quantos desses serão falsos recibos verdes, pois nos Censos 2011, por opção do Ministério do Trabalho, tal pergunta aferidora não foi contemplada. No final de 2012 o Ministério do Trabalho havia detetado indícios de falsos recibos verdes em cerca de 33 mil empresas.

## Razões para a existência dos falsos recibos verdes
Nem o poder político, nem as instâncias competentes como a Autoridade para as Condições do Trabalho, têm enveredado esforços para findar com os falsos recibos verdes. As entidades patronais, utilizam-nos para precarizar os trabalhadores mais jovens, pois num momento de crise em que é difícl às empresas manterem alguma liquidez e o acesso ao crédito está dificultado, os custos com o trabalho nessas empresas é reduzido ao mínimo, pois não pagam os descontos para a Segurança Social dos trabalhadores, nem fazem retenções na fonte em sede de IRS. Outros movimentos político-ideológicos referem que tal situação se deve à elevada rigidez da lei laboral portuguesa, principalmente em caso de despedimento.

## Lista de empresas que contratam com falsos recibos verdes
- Associação Acreditar
- Bracalândia - parque de diversões[8]
- NOS Alive - evento[9]
- Jornal Correio da Manhã[10]
- Rádio e Televisão de Portugal[11]
- Universidade de Lisboa - Estadio universitário de Lisboa